# Kuvetjärnen (Torrskogs socken, Dalsland, 656646-128481)
Kuvetjärnen är en sjö i Bengtsfors kommun i Dalsland och ingår i Göta älvs huvudavrinningsområde.